# 27 ربيع الأول
- السبت
- الأحد
- الاثنين
- الثلاثاء
- الأربعاء
- الخميس
- الجمعة

- 2731 أغسطس 2024
- 281 سبتمبر 2024
- 292 سبتمبر 2024
- 303 سبتمبر 2024
- 14 سبتمبر 2024
- 25 سبتمبر 2024
- 36 سبتمبر 2024
- 47 سبتمبر 2024
- 58 سبتمبر 2024
- 69 سبتمبر 2024
- 710 سبتمبر 2024
- 811 سبتمبر 2024
- 912 سبتمبر 2024
- 1013 سبتمبر 2024
- 1114 سبتمبر 2024
- 1215 سبتمبر 2024
- 1316 سبتمبر 2024
- 1417 سبتمبر 2024
- 1518 سبتمبر 2024
- 1619 سبتمبر 2024
- 1720 سبتمبر 2024
- 1821 سبتمبر 2024
- 1922 سبتمبر 2024
- 2023 سبتمبر 2024
- 2124 سبتمبر 2024
- 2225 سبتمبر 2024
- 2326 سبتمبر 2024
- 2427 سبتمبر 2024
- 2528 سبتمبر 2024
- 2629 سبتمبر 2024
- 2730 سبتمبر 2024
- 281 أكتوبر 2024
- 292 أكتوبر 2024
- 303 أكتوبر 2024
- 14 أكتوبر 2024

27 ربيع الأوَّل أو 27 ربيع الأنوار أو يوم 27 \ 3 (اليوم السابع والعُشرون من الشهر الثالث) هو اليوم السادس والثمانين من أيَّام السنة (أو الخامس والثمانين لو كان شهر صفر مُتممًا لليوم الثلاثين) وفق التقويم الهجري القمري (العربي). يبقى بعده 268 أو 269 يومًا لانتهاء السنة.

## أحداث
- 699 هـ - معركة بين محمود غازان سلطان الدولة الإيلخانية والناصر قلاوون سلطان دولة المماليك، وقعت أحداثها عند «مرج المروج» شرقي حمص، وأسفرت المعركة عن انتصار غازان وجنوده، بسبب تفوقهم في العدة والعتاد، وتعرض السلطان المملوكي لمؤامرة لخلعه.
- 1338 هـ - وصول السفينة روزلن إلى ميناء يافا في بداية الموجة الثالثة من هجرة اليهود من أوروبا إلى فلسطين.
- 1376 هـ - فرنسا والمملكة المتحدة تبدأن حملة قصف على مصر لإرغامها على فتح قناة السويس، ومصر تقطع علاقاتها الدبلوماسية مع إنجلترا وفرنسا إثر العدوان الثلاثي، كما أعلنت إلغاء اتفاقية الجلاء الموقعة قبل سنوات.
- 1381 هـ - صدور قانون جديد بشأن وضع علم للكويت ليوضح استقلالها.
- 1414 هـ - ياسر عرفات وإسحاق رابين يوافقان على اتفاقية أوسلو القاضية بمنح الفلسطينيون الحكم الذاتي على أراضي السلطة الفلسطينية.
- 1426 هـ - فوز توني بلير رئيس الوزراء البريطاني بثالث ولاية له على التوالي للمرة الأولى في تاريخ حزب العمال الذي يتزعمه، ووفقا للنتائج الأولية فقد حصل حزب العمال على 353 مقعداً في البرلمان المؤلف من 646 مقعداً.
- 1430 هـ - اغتيال مساعد ممثل منظمة التحرير الفلسطينية في لبنان كمال مدحت وثلاثة من مرافقيه في انفجار عبوة ناسفة زرعت على جانب الطريق في مدينة صيدا.

## مواليد
- 363 هـ - أبو العلاء المعري، شاعر وفيلسوف وأديب عباسي.
- 1304 هـ - ملك حفني ناصف، كاتبه معروفة بلقب «باحثة البادية»، وإحدى رائدات الإصلاح في مصر.
- 1334 هـ - ميخائيل بلدي، شاعر وروائي سوري.
- 1393 هـ - طلال السدر، ممثل سعودي.
- 1400 هـ - رولا محمود، ممثلة مصرية.

## وفيات
- 271 هـ - بوران بنت الحسن بن سهل، زوجة الخليفة العباسي عبد الله المأمون.
- 469 هـ - أبو مروان ابن حيان بن خلف بن حسين القرطبي، مؤرخ أندلسي مسلم.
- 1171 هـ - محمد بن سالم الحفني، ثامن شيوخ الأزهر الشريف.
- 1390 هـ - محسن الطباطبائي الحكيم، مرجع شيعي عراقي.
- 1396 هـ - علي أمين، كاتب صحفي مصري.
- 1430 هـ - كمال مدحت، مساعد ممثل منظمة التحرير الفلسطينية في لبنان.
- 1434 هـ - محمد مرشد ناجي، مغني يمني.
- 1436 هـ - فاتن حمامة، مُمثلة مصريَّة.
- 1440 هـ - عريان السيد خلف، شاعر عراقي.
- 1443 هـ - صباح فخري، مطرب سوري.

## وصلات خارجية
- موقع قصة الإسلام: حدث في شهر ربيع الأوَّل.